# Кар, Жак-Луи
Жак-Луи Кар (фр. Jacques-Louis Cart; 30 октября 1828, Женева — 25 июня 1913, Париж) — швейцарский протестантский историк. Родился в Женеве, но большую часть жизни прожил в кантоне Во. По основному роду занятий был пастором.
Написал целый ряд трудов по религиозной истории родного края. К ним относятся, в частности, монография «Кантон Во и Швейцария с 1798 по 1815 гг.» (фр. Le Canton de Vaud et la Suisse de 1798 à 1815; 1868), биография видного деятеля Реформации в Швейцарии Пьера Вире (фр. Pierre Viret, le réformateur vaudois; Лозанна, 1864) и другие. Его важнейшим трудом, получившим высокую оценку от лорда Эктона за свою полноту, является работа «Histoire du mouvement religieux et ecclésiastique dans le canton de Vaud pendant la première moitié du XIXe siècle», издававшаяся на протяжении одиннадцати лет в шести томах (Лозанна, 1870—1881).